# Léo Realpe
Leonardo Javier Realpe Montaño, mais conhecido como Léo Realpe (Quinindé, 26 de fevereiro de 2001), é um futebolista equatoriano que atua como zagueiro. Atualmente, joga pelo Famalicão.

## Carreira
Iniciou-se nas categorias de base do Independente do Vale e estreiou numa partida válida pela Copa Sul-Americana de 2019, onde sagrou-se campeão junto com sua equipe. Considerado como uma promessa, foi contratado pelo Red Bull Bragantino por cinco temporadas.

### Famalicão
Inicialmente, foi emprestado pelo Red Bull Bragantino ao clube português, sendo posteriormente adquirido em definitivo.

## Estatísticas
Atualizado até 28 de fevereiro de 2021.

### Clubes
| Equipe               | Temporada         | Campeonato nacional | Campeonato nacional | Campeonato nacional | Copa nacional[a] | Copa nacional[a] | Copa nacional[a] | Competições continentais[b] | Competições continentais[b] | Competições continentais[b] | Outros torneios[c] | Outros torneios[c] | Outros torneios[c] | Total | Total | Total   |
| Equipe               | Temporada         | Jogos               | Gols                | Assist.             | Jogos            | Gols             | Assist.          | Jogos                       | Gols                        | Assist.                     | Jogos              | Gols               | Assist.            | Jogos | Gols  | Assist. |
| -------------------- | ----------------- | ------------------- | ------------------- | ------------------- | ---------------- | ---------------- | ---------------- | --------------------------- | --------------------------- | --------------------------- | ------------------ | ------------------ | ------------------ | ----- | ----- | ------- |
| Independente do Vale | 2019              | 7                   | 0                   | 0                   | —                | —                | —                | 1                           | 0                           | 0                           | —                  | —                  | —                  | 8     | 0     | 0       |
| Independente do Vale | Total             | 7                   | 0                   | 0                   | 0                | 0                | 0                | 1                           | 0                           | 0                           | 0                  | 0                  | 0                  | 8     | 0     | 0       |
| Red Bull Bragantino  | 2020              | 6                   | 0                   | 0                   | —                | —                | —                | —                           | —                           | —                           | 2                  | 0                  | 0                  | 8     | 0     | 0       |
| Red Bull Bragantino  | 2021              | —                   | —                   | —                   | —                | —                | —                | —                           | —                           | —                           | 0                  | 0                  | 0                  | 0     | 0     | 0       |
| Red Bull Bragantino  | Total             | 6                   | 0                   | 0                   | 0                | 0                | 0                | 0                           | 0                           | 0                           | 2                  | 0                  | 0                  | 8     | 0     | 0       |
| Total na carreira    | Total na carreira | 13                  | 0                   | 0                   | 0                | 0                | 0                | 1                           | 0                           | 0                           | 2                  | 0                  | 0                  | 16    | 0     | 0       |

- a. ^ Jogos da Copa do Brasil
- b. ^ Jogos da Copa Sul-Americana
- c. ^ Jogos do Campeonato Paulista

## Títulos
Independiente del Valle
- Copa Sul-Americana: 2019